# Тілопо новогвінейський

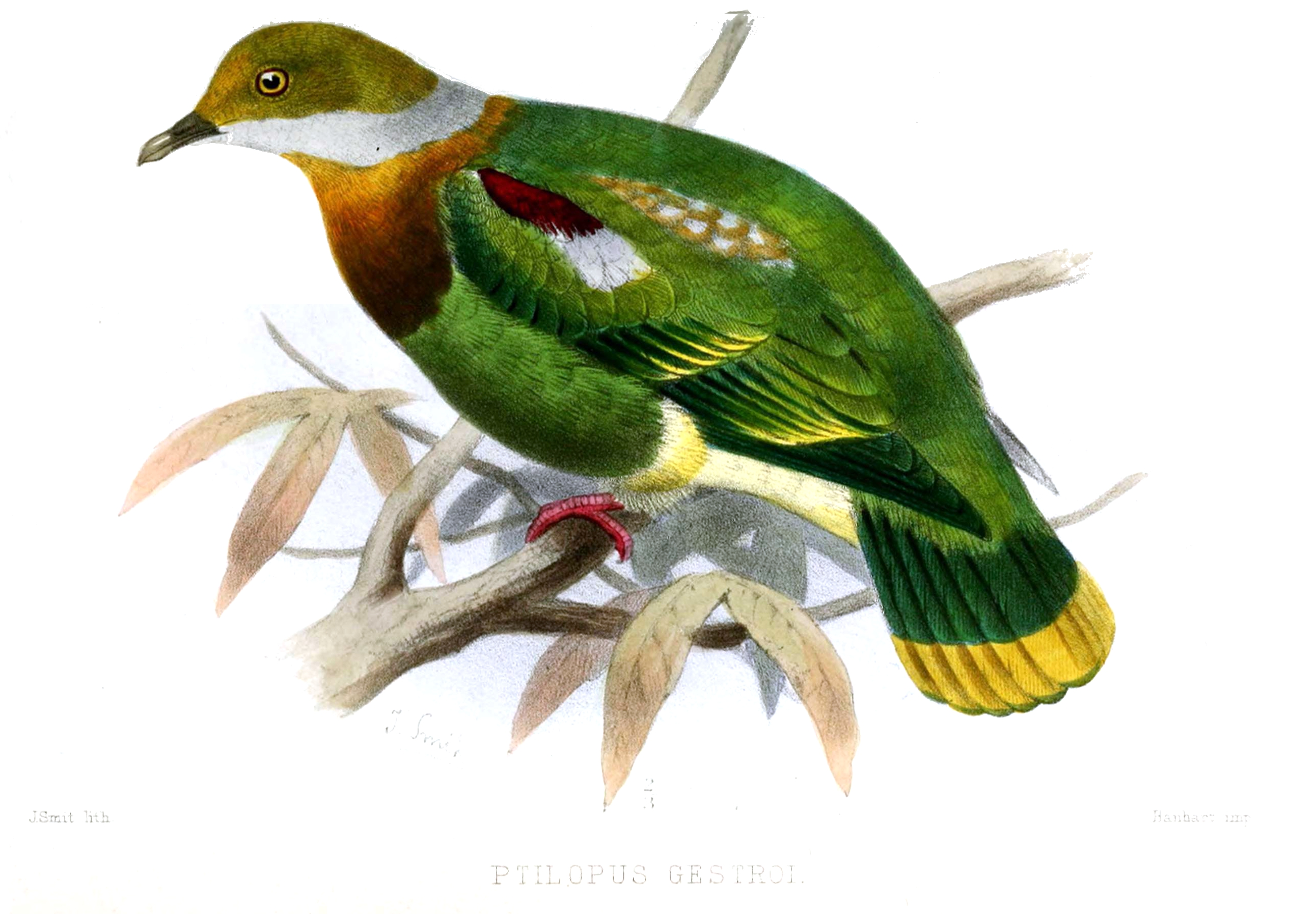
Новогвінейський тілопо (підвид P. o. gestroi)

Тілопо новогвінейський (Ptilinopus ornatus) — вид голубоподібних птахів родини голубових (Columbidae). Ендемік Нової Гвінеї.

## Підвиди
Виділяють два підвиди:
- P. o. ornatus Schlegel, 1871 — гори Арфак на півострові Чендравасіх;
- P. o. gestroi D'Albertis & Salvadori, 1875 — центр і схід Нової Гвінеї.

Деякі дослідики виділяють підвид P. o. gestroi у окремий вид Ptilinopus gestroi.

## Поширення і екологія
Новогвінейські тілопо живуть у вологих рівнинних і гірських тропічних лісах Нової Гвінеї. Зустрічаються на висоті від 200 до 1350 м над рівнем моря.